# Pseudosymploce
Pseudosymploce är ett släkte av kackerlackor. Pseudosymploce ingår i familjen småkackerlackor.
Kladogram enligt Catalogue of Life:
| Pseudosymploce | \| \| Pseudosymploce elongata \| \| \| \| \| \| Pseudosymploce excisa \| \| \| \| \| \| Pseudosymploce personata \| \| \| \| \| \| Pseudosymploce schistopyga \| \| \| \| |
|                | \| \| Pseudosymploce elongata \| \| \| \| \| \| Pseudosymploce excisa \| \| \| \| \| \| Pseudosymploce personata \| \| \| \| \| \| Pseudosymploce schistopyga \| \| \| \| |
|                | Pseudosymploce elongata |
|                | |
|                | Pseudosymploce excisa |
|                | |
|                | Pseudosymploce personata |
|                | |
|                | Pseudosymploce schistopyga |
|                | |